# Oto (Iowa)
Oto és una població dels Estats Units a l'estat d'Iowa. Segons el cens del 2000 tenia 145 habitants.

## Demografia
Segons el cens del 2000, Oto tenia 145 habitants, 54 habitatges, i 40 famílies. La densitat de població era de 215,3 habitants/km².
Dels 54 habitatges en un 29,6% hi vivien nens de menys de 18 anys, en un 50% hi vivien parelles casades, en un 14,8% dones solteres, i en un 25,9% no eren unitats familiars. En el 24,1% dels habitatges hi vivien persones soles el 14,8% de les quals corresponia a persones de 65 anys o més que vivien soles. El nombre mitjà de persones vivint en cada habitatge era de 2,69 i el nombre mitjà de persones que vivien en cada família era de 3,05.
Per edats la població es repartia de la següent manera: un 29,7% tenia menys de 18 anys, un 6,2% entre 18 i 24, un 35,9% entre 25 i 44, un 14,5% de 45 a 60 i un 13,8% 65 anys o més.
L'edat mediana era de 34 anys. Per cada 100 dones de 18 o més anys hi havia 96,2 homes.
La renda mediana per habitatge era de 22.857 $ i la renda mediana per família de 24.500 $. Els homes tenien una renda mediana de 21.500 $ mentre que les dones 16.563 $. La renda per capita de la població era de 9.237 $. Entorn de l'11,1% de les famílies i el 21,3% de la població estaven per davall del llindar de pobresa.

## Poblacions més properes
El següent diagrama mostra les poblacions més properes.